# Kovali, Ciornuhî
Kovali (în ucraineană Ковалі) este un sat în comuna Kizlivka din raionul Ciornuhî, regiunea Poltava, Ucraina.

## Demografie
Componența lingvistică a localității Kovali
     Ucraineană (97,3%)
     Rusă (2,7%)
Conform recensământului din 2001, majoritatea populației localității Kovali era vorbitoare de ucraineană (97,3%), existând în minoritate și vorbitori de rusă (2,7%).